# Scolmatore a geometria variabile di Case Carlesi
Lo scolmatore a geometria variabile di Case Carlesi è un'opera idraulica utilizzata presso la cassa di espansione di Case Carlesi, in prossimità del paese di Quarrata (PT), serve a laminare le portate di piena del fiume Ombrone nel tratto Pistoiese-Bisenzio.

## Descrizione
Si tratta di una traversa gonfiabile tipo Hard Top, installata su uno sfioratore fisso. Durante il periodo di magra del torrente, lo scolmatore lavora in posizione abbattuta; si attiva in caso di morbida, sollevandosi e opponendosi al passaggio dell'acqua. Lo scolmatore si abbatte automaticamente nel momento di massima piena rilasciando l'acqua nella cassa di espansione esattamente quando ve ne è più bisogno.

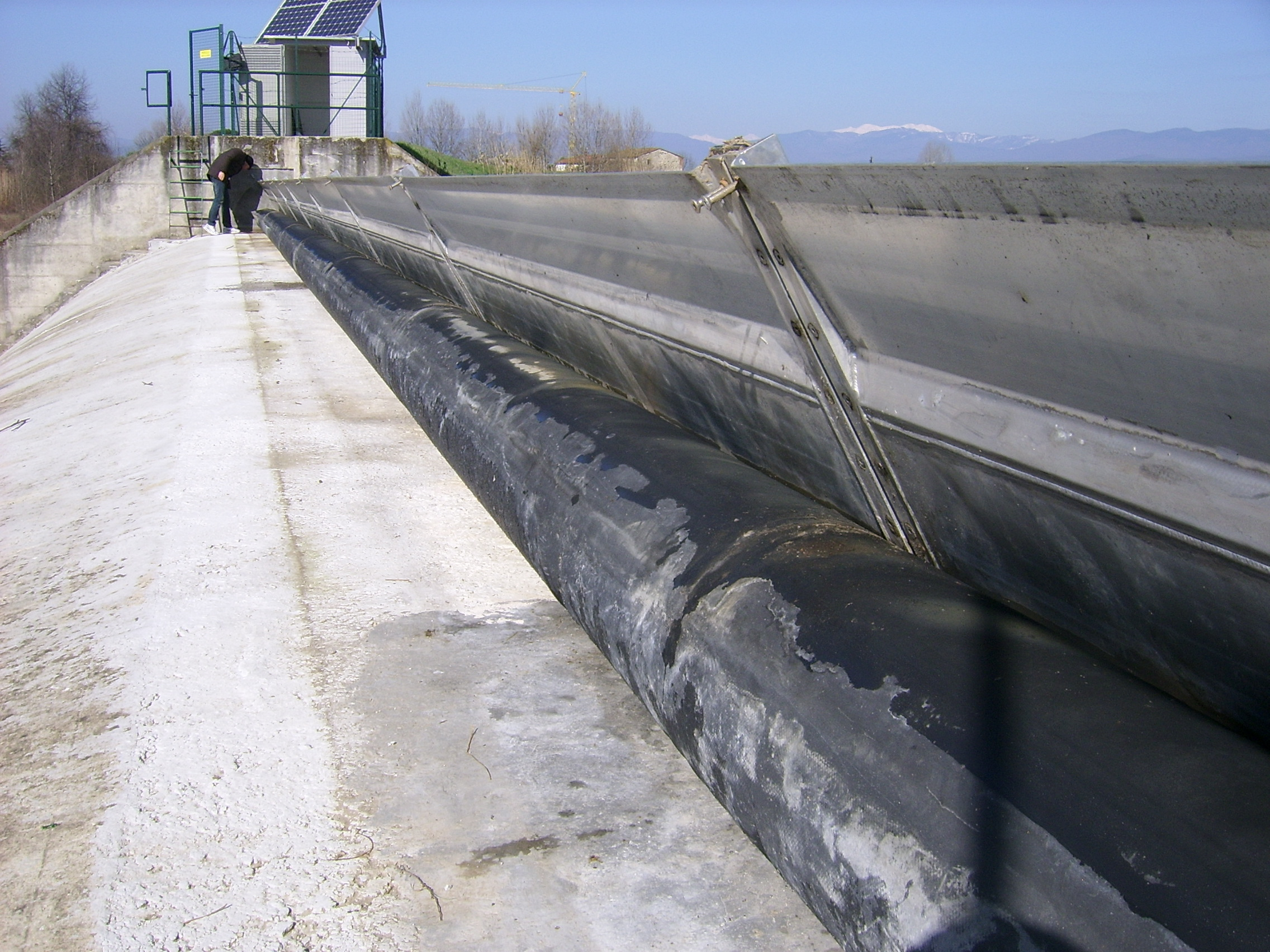
Scolmatore Hard Top di Case Carlesi in pre-allarme (portata di morbida)

Lo sbarramento funziona interamente ad energia rinnovabile (fotovoltaica).

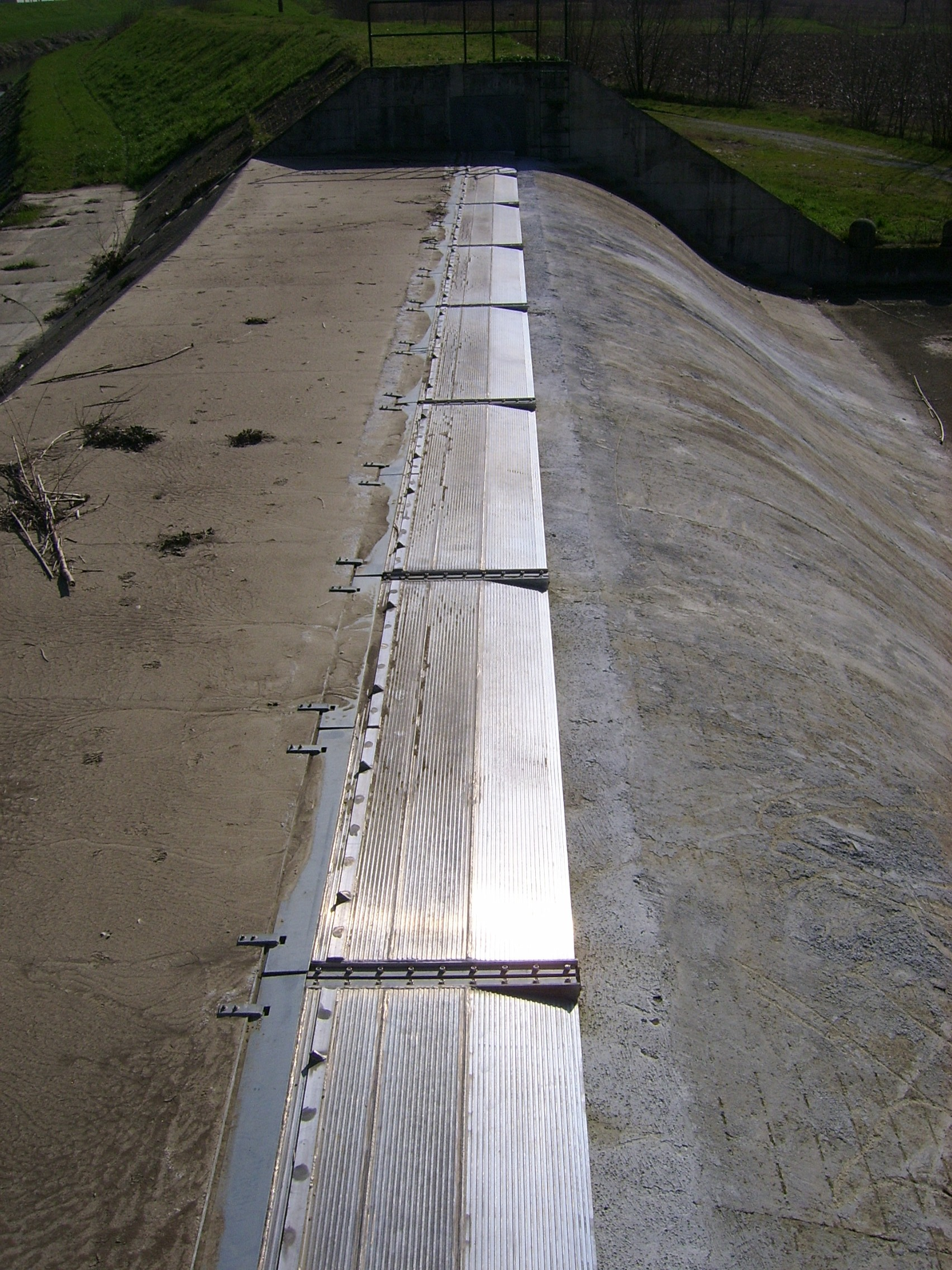
Scolmatore Hard Top di Case Carlesi in posizione di abbattimento (successivamente ad una piena)

## Storia
Inizialmente fu realizzato soltanto lo sfioratore fisso in calcestruzzo armato, ma a causa delle continue piene si rendevano necessari pesanti indennizzi ai proprietari dei terreni della cassa di espansione. Fu quindi deciso di realizzare un muro che in buona sostanza annullava l'effetto dello sfioratore. Nel 2010 la provincia di Pistoia fece demolire il muro e installare uno sbarramento gonfiabile.